# Islands damlandslag i ishockey
Islands damlandslag i ishockey representerar Island i ishockey på damsidan och kontrolleras av det isländska ishockeyförbundet.

## Historik
Laget spelade sin första match den 1 april 2005, då man föll med 2-8 mot Sydkorea i Dunedin i Nya Zeeland under världsmästerskapets Division III.

### Fotnoter
1. ↑  ”National Teams of Ice Hockey”. Arkiverad från originalet den 1 april 2016. https://web.archive.org/web/20160401094334/http://www.nationalteamsoficehockey.com/uploads/Iceland_Women_All_Time_Results.pdf. Läst 27 augusti 2011.